# Elisabeth Östnäs
Elisabeth Östnäs, född 1974 i Lund, är en svensk författare. Hon debuterade 2012 med skräckromanen Feberflickan, som utspelar sig i 1890-talets Lund. Hon har skrivit den historiska ungdomsfantasytrilogin Sagan om Turid, där den första delen belönades med Slangbellan. Sagan om Turid har också spelats in som radioteater.
Östnäs är utbildad i religionshistoria och kreativt skrivande och har även studerat vid Skrivarakademin i Stockholm och Lunds författarskola.